# 瓢塚古墳 (姫路市)
瓢塚古墳（ひさごづかこふん）または丁瓢塚古墳（よろひさごづかこふん）は、兵庫県姫路市勝原区丁（よろ）にある古墳。形状は前方後円墳。丁古墳群を構成する古墳の1つ。国の史跡に指定されている。

## 概要
兵庫県南西部、揖保川平野の東縁部に築造された大型前方後円墳である。1987年（昭和62年）に測量調査が実施されているが、発掘調査は実施されていない。
墳形は前方部がバチ形に開く前方後円形で、墳丘主軸を南北方向として前方部を南方向に向ける。墳丘は後円部が3段築成であるが、前方部の段築は不明。墳丘長は約100メートルを測り、西播磨地方では最大級の規模になる。墳丘上では竹管文の土器が採集されているほか、埴輪片が出土したとする報告もあるが、後者の埴輪の存在は必ずしも確かでない。また墳丘周縁では石垣状の列石が巡らされたと推測されるが、周囲に周濠は認められていない。埋葬施設としては、かつて後円部南縁において竪穴式石室の露出が知られたが、これとは別に後円部中央部においても中心施設の存在が推測される。前者の竪穴式石室の副葬品は詳らかでない。
築造時期は、古墳時代初期頃と推定される。規模は一帯の初期古墳に比べると倍以上であり、墳形は当時の畿内ヤマト王権の大王墓とも類似するため、本古墳の被葬者を周辺小地域の上位首長として、その被葬者が畿内勢力と直接的に関係を結んでいたとする説が挙げられている。
古墳域は1978年（昭和53年）に国の史跡に指定されている。

## 構造

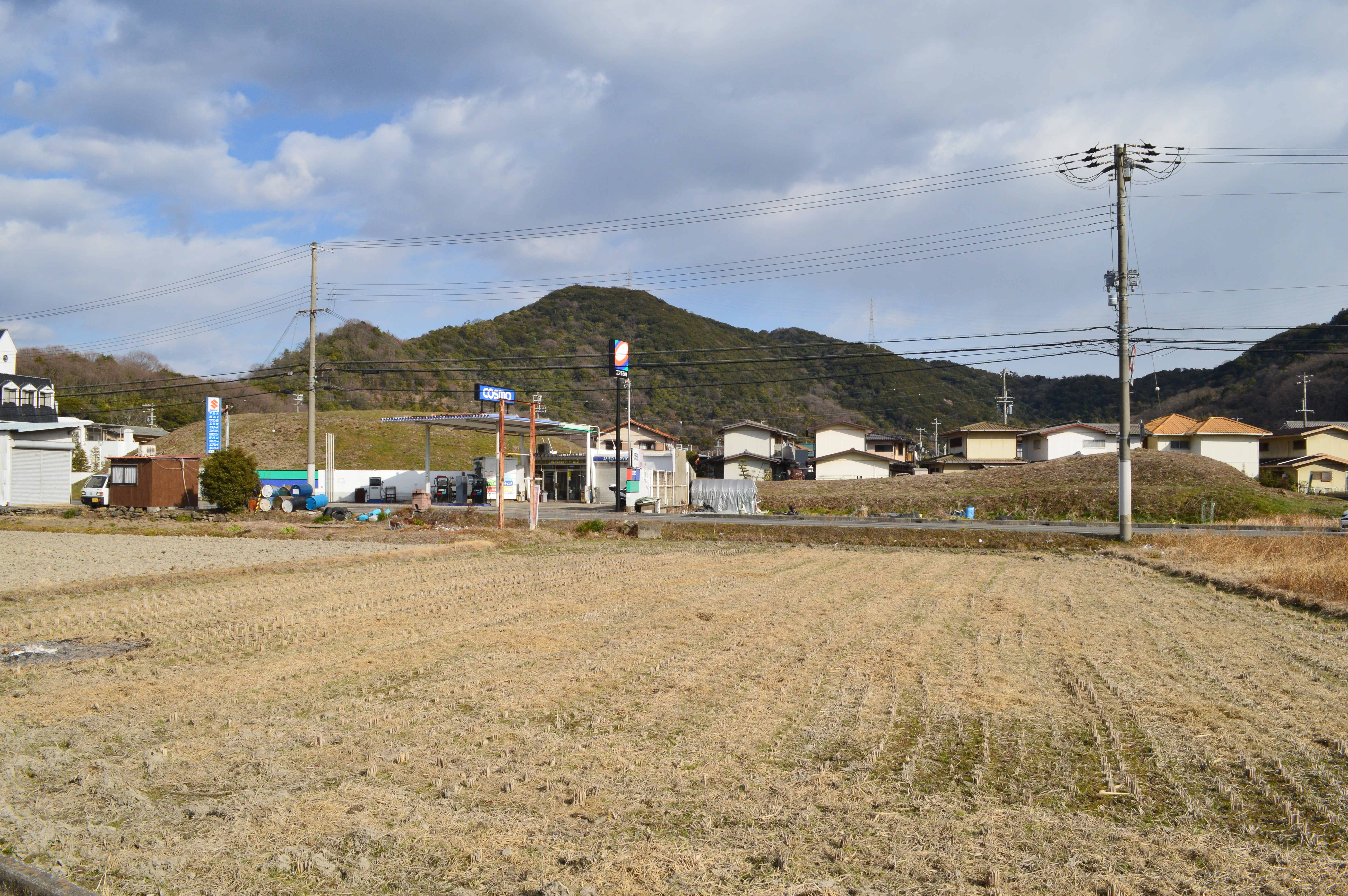
墳丘横景左に後円部、右に前方部。手前は兵庫県道421号。

墳丘は既存の自然堤防を切り盛りして築造される。墳丘の盛土に土器片の混在が認められるため、築造の際に付近の集落遺跡が潰されたと推測される。
墳丘の規模は、発掘調査による墳端確定に至っていないため詳らかでない。墳丘長については、これまでに104メートルという数字が知られたが、近年の『姫路市史』では98.8メートルとし、他に109メートルとする説もある。特に前方部東前面に認められる突出部について、前方部の大規模な削平後の残丘とする説と、前方部からの張出しとする説があるため、未発掘の現段階においては確定的でない。
またバチ形に開く墳形は初期古墳に典型的であり、特に同墳形の代表例である箸墓古墳（奈良県桜井市）と相似形とする説などが挙げられている。

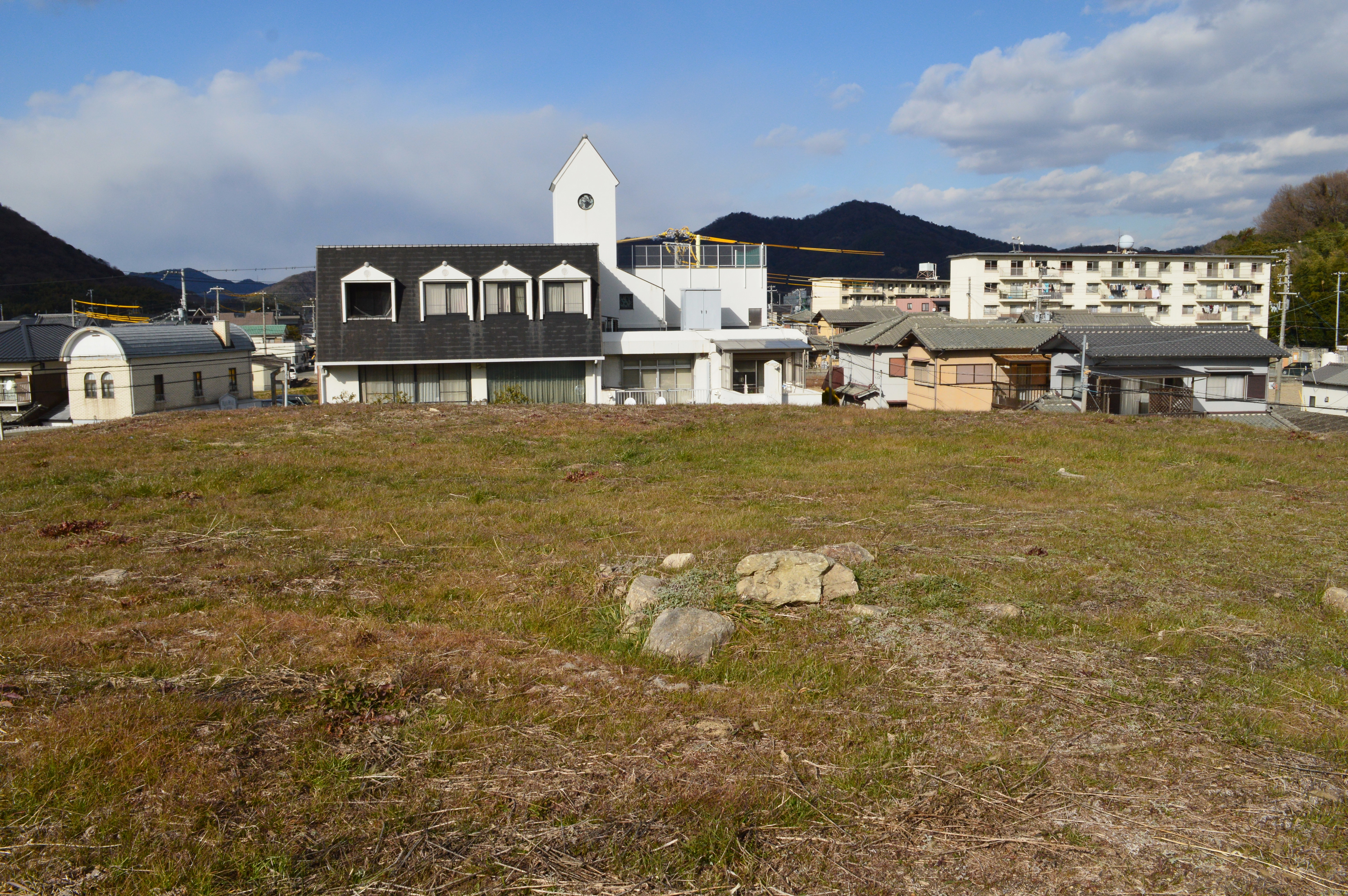
後円部墳頂
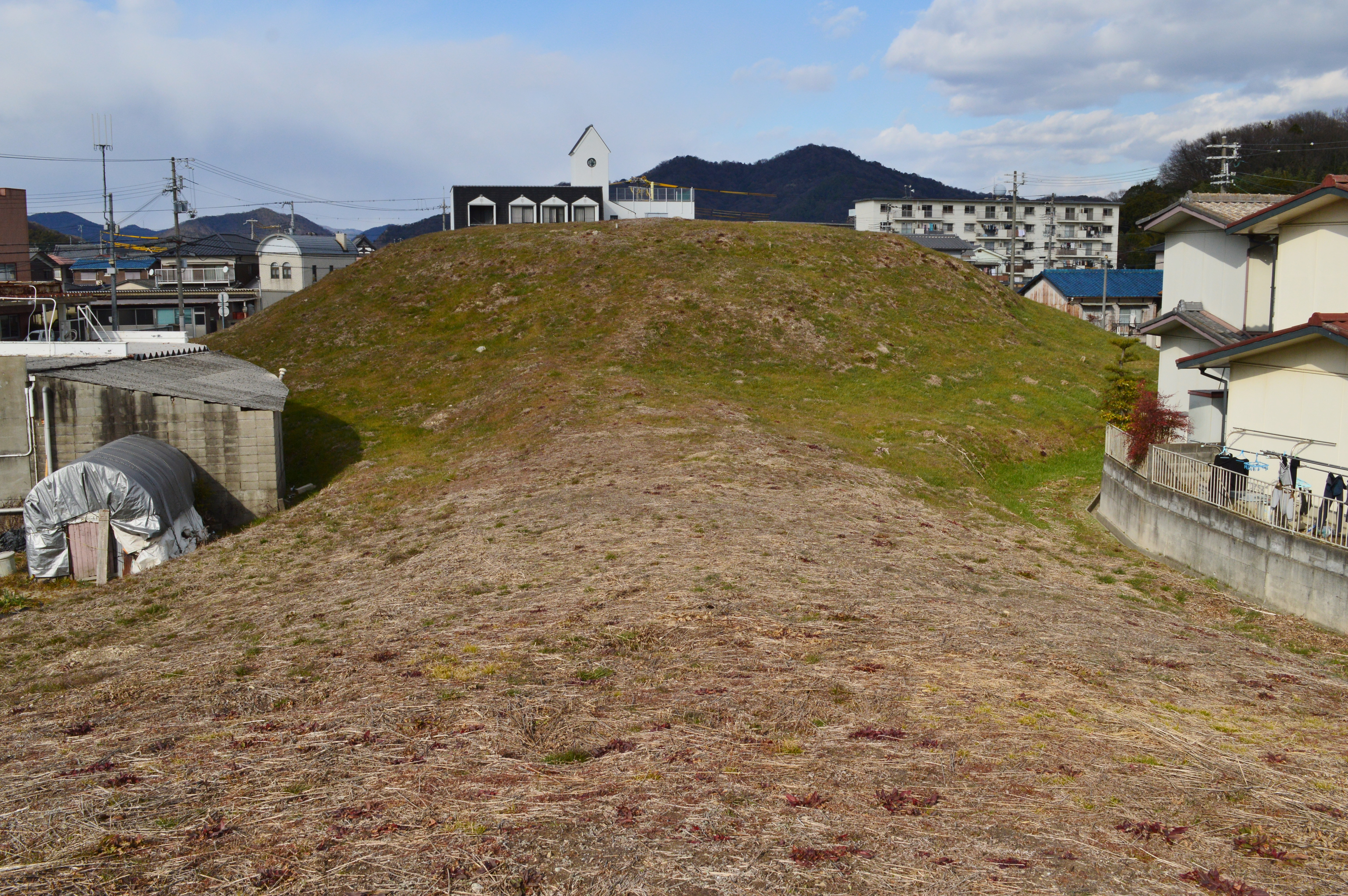
前方部から後円部を望む
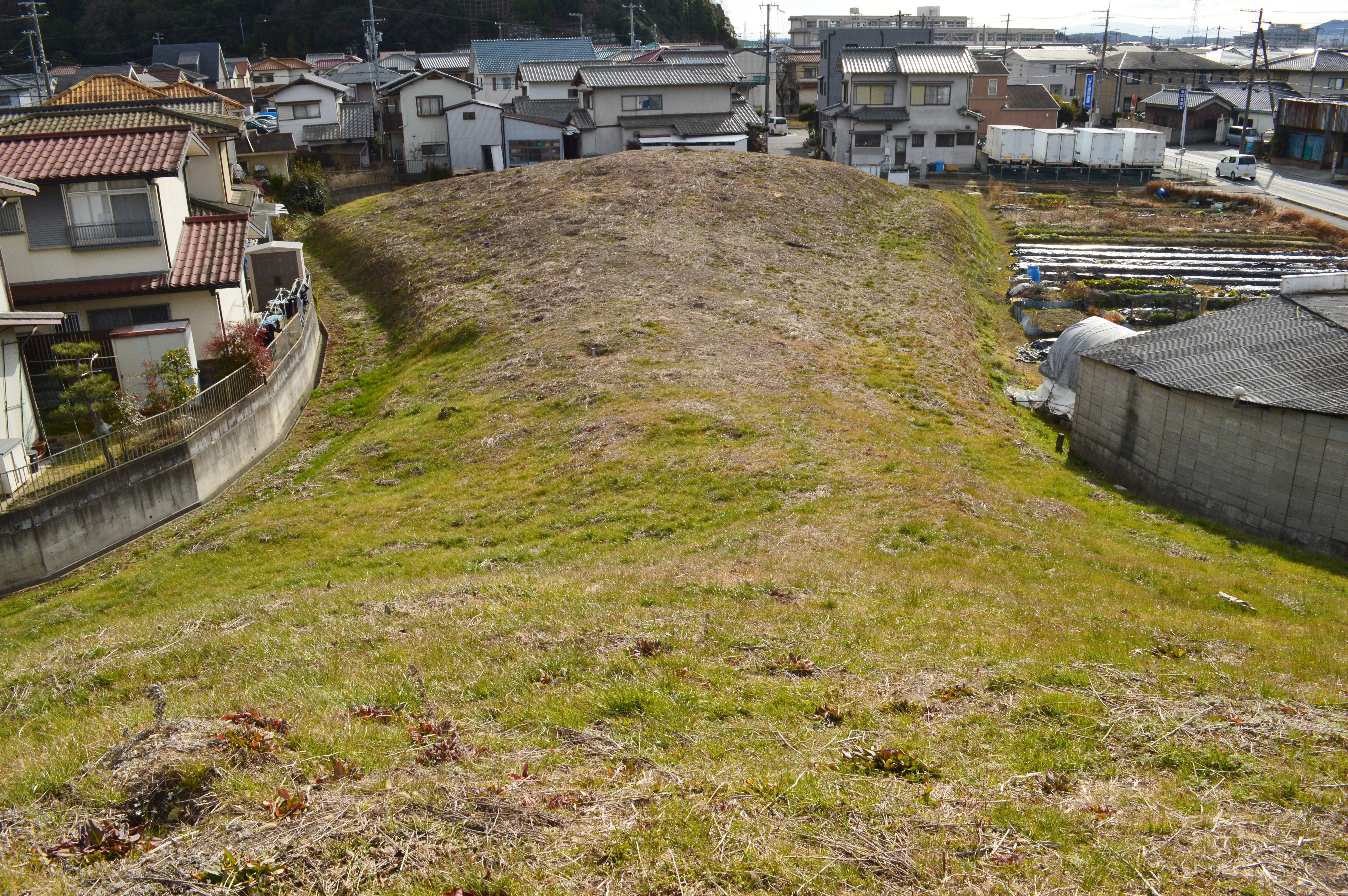
後円部から前方部を望む

## 文化財

### 国の史跡
- 瓢塚古墳 - 1978年（昭和53年）3月24日指定[5][8]。

## 関連文献
（記事執筆に使用していない関連文献）
- 岸本直文「丁瓢塚古墳測量調査報告」『史林』第71巻第6号、史学研究会、1988年、982-1003頁。
- 西本和哉「丁瓢塚古墳採集の壷形土器」『古代学研究』第169号、古代学研究会、2005年、49-52頁。